# Rajd Bułgarii 1998
Rajd Bułgarii 1998 (29. Rally Albena-Bulgaria) – 29. edycja rajdu samochodowego Rajd Bułgarii rozgrywanego w Bułgarii. Rozgrywany był od 15 do 17 maja 1998 roku. Była to szesnasta runda Rajdowych Mistrzostw Europy w roku 1998 (rajd miał najwyższy współczynnik – 20) oraz pierwsza runda Rajdowych Mistrzostw Bułgarii. Składał się z 31 odcinków specjalnych.

## Klasyfikacja rajdu
| Miejsce                          | Kierowca                     | Pilot                        | Samochód                     | Czas                         | Strata                       |                              |
| Klasyfikacja generalna i ERC     | Klasyfikacja generalna i ERC | Klasyfikacja generalna i ERC | Klasyfikacja generalna i ERC | Klasyfikacja generalna i ERC | Klasyfikacja generalna i ERC | Klasyfikacja generalna i ERC |
| -------------------------------- | ---------------------------- | ---------------------------- | ---------------------------- | ---------------------------- | ---------------------------- | ---------------------------- |
| 1.                               | Alessandro Fiorio            | Nadia Mazzon                 | Ford Escort RS Cosworth      | 3:14:07.0                    | 0.0                          |                              |
| 2.                               | Nicola Caldani               | Alessandro Giusti            | Ford Escort RS Cosworth      | 3:16:25.4                    | +2:18.4                      |                              |
| 3.                               | Sergey Baldykov              | Anton Zinovyev               | Subaru Impreza S5 WRC '98    | 3:17:04.7                    | +2:57.7                      |                              |
| 4.                               | Jasen Popov                  | Dilian Popov                 | Ford Escort WRC              | 3:20:11.2                    | +6:04.2                      |                              |
| 5.                               | Emil Triner                  | Miloš Hůlka                  | Škoda Octavia Kit Car        | 3:20:22.0                    | +6:15.0                      |                              |
| 6.                               | Toni Gardemeister            | Paavo Lukander               | Lancia Delta HF Integrale    | 3:21:18.8                    | +7:11.8                      |                              |
| 7.                               | Stoyan Kolev                 | Rumen Manolov                | Ford Escort RS Cosworth      | 3:22:22.8                    | +8:15.8                      |                              |
| 8.                               | Dimityr Iliew                | Grigoriy Kolev               | Peugeot 306 S16              | 3:26:23.3                    | +12:16.3                     |                              |
| 9.                               | Piergiorgio Bedini           | Luca Bonvicini               | Ford Escort RS Cosworth      | 3:30:59.9                    | +16:52.9                     |                              |
| 10.                              | Ilia Gerov                   | Petar Sivov                  | Ford Escort RS Cosworth      | 3:39:17.9                    | +25:10.9                     |                              |
| Klasyfikacja mistrzostw Bułgarii |                              |                              |                              |                              |                              |                              |
| 1.                               | Jasen Popov                  | Dilian Popov                 | Ford Escort WRC              | 3:20:11.2                    | 0.0                          |                              |
| 2.                               | Stoyan Kolev                 | Rumen Manolov                | Ford Escort RS Cosworth      | 3:22:22.8                    | +2:11.6                      |                              |
| 3.                               | Dimityr Iliew                | Grigoriy Kolev               | Peugeot 306 S16              | 3:26:23.3                    | +6:12.1                      |                              |
| 4.                               | Ilia Gerov                   | Petar Sivov                  | Ford Escort RS Cosworth      | 3:39:17.9                    | +19:06.7                     |                              |